# Curse
Curse (с англ. — «Проклятие») — ограниченная серия комиксов, состоящая из 4 выпусков, которую в 2014 году издавала компания Boom! Studios.

## Синопсис
Главным героем серии является Лэйни Гриффит. Его сын болен лейкозом. Чтобы собрать денег на лечение, Гриффит охотится за убийцей, за которого назначена награда. Однажды он преследует его в лесной глуши и сталкивается с оборотнем.

### Выпуски
| № | Дата выхода     | Оценка на Comic Book Roundup    |
| - | --------------- | ------------------------------- |
| 1 | 15 января 2014  | 8,3 из 10 на основе 20 рецензий |
| 2 | 19 февраля 2014 | 7,8 из 10 на основе 5 рецензий  |
| 3 | 19 марта 2014   | 7,8 из 10 на основе 4 рецензий  |
| 4 | 16 апреля 2014  | 8,2 из 10 на основе 6 рецензий  |

### Сборники
| Название | Тип            | Дата выхода    | Собранный материал | Кол-во страниц | ISBN                       |
| -------- | -------------- | -------------- | ------------------ | -------------- | -------------------------- |
| Curse    | Мягкая обложка | 13 января 2015 | Curse #1-4         | 128            | 978-1608864621, 1608864626 |

## Реакция

### Отзывы критиков
На сайте Comic Book Roundup серия имеет оценку 8 из 10 на основе 35 рецензий. Бенджамин Бейли из IGN дал первому выпуску оценку 8,8 из 10 и похвалил художника Колина Лоримера. Мэрикейт Джаспер из Comic Book Resources, рецензируя дебют, отмечала, что «вместо того, чтобы придерживаться одного стиля, они [худохники] ломают форму и резко меняют свой подход для одной сцены». Форрест С. Хелви из Newsarama дал первому выпуску 9 баллов из 10 и посчитал, что он «отлично справляется с тем, чтобы познакомить читателей как с сельским городком, терроризируемым оборотнями, так и с семейной проблемой главного героя». Тони Герреро из Comic Vine вручил дебюту 4 звезды из 5 и написал, что «Майкл Моречи и Тим Дэниел прекрасно представили серию, а рисунки Райли Россмо и Колина Лоримера классно сочетаются».

### Продажи
Ниже представлен график продаж комикса за первый месяц выпуска на территории Северной Америки.